# Lentilhac de Sent Blasi
Lentilhac Sent Blasi (en francès Lentillac-Saint-Blaise) és un municipi francès situat al departament de l'Òlt i a la regió d'Occitània.

## Demografia
| 1962                                       | 1968 | 1975 | 1982 | 1990 | 1999 | 2007 |
| ------------------------------------------ | ---- | ---- | ---- | ---- | ---- | ---- |
| 141                                        | 160  | 157  | 166  | 145  | 137  | 135  |
| Des de 1962: població sense dobles comptes |      |      |      |      |      |      |

## Administració
| Període | Identitat   | Partit |
| ------- | ----------- | ------ |
| 2001-   | Yves Salens |        |